# Charles E. Mortimer
Charles Edgar Mortimer  (* 21. November 1921 in Allentown, Pennsylvania; † 4. Juni 2001 in Salisbury Township, Lehigh County) war ein US-amerikanischer Chemiker, der bekannt war für sein einführendes Lehrbuch zur Chemie.
Mortimer studierte am Muhlenberg College in seinem Heimatort Allentown Chemie mit dem Bachelor-Abschluss 1942 und danach an der Purdue University mit dem Master-Abschluss und der Promotion. Dazwischen arbeitete er 1942 bis 1945 während des Zweiten Weltkriegs im Manhattan Project.  Ab 1950 lehrte er am Muhlenberg College. 1963 bis 1975 war er für die Zulassung der Medizin-Studenten zuständig (Pre-Medical Advisor). 1978 bis zur Emeritierung 1983 stand er dort der Chemie-Fakultät vor.
Bekannt ist er für sein einführendes Chemielehrbuch Chemistry: a conceptual approach, das zuerst 1967 bei Reinhold Publishing erschien und zuletzt 1986 in sechster Auflage bei Brooks/Cole. Die deutsche Ausgabe erscheint bis heute (2019) und es gibt Übersetzungen in viele andere Sprachen.
Mortimer war Ehrendoktor des Muhlenberg College.
Er war seit 1960 mit der Historikerin Joanne Stafford Mortimer (1929–2015) verheiratet, die Geschichtsprofessorin am Muhlenberg College war. Aus der Ehe ging ein Sohn hervor (Charles Mortimer Jr.). Mit ihrem Mann gab sie auch Kurse in Wissenschaftsgeschichte.

## Schriften
- Chemistry: a conceptual approach, Van Nostrand, 4. Auflage 1979, Brooks/Cole 6. Auflage 1986
  - Deutsche Ausgabe bearbeitet von Ulrich Müller: Chemie: das Basiswissen der Chemie, Thieme Verlag, 12. Auflage 2015, ISBN 978-3-13-484312-5 (die erste deutsche Auflage erschien 1973)